# Ataenius ambaritae
Ataenius ambaritae är en skalbaggsart som beskrevs av Zdzisława Stebnicka 1988. Ataenius ambaritae ingår i släktet Ataenius och familjen Aphodiidae. Inga underarter finns listade.